# Музей естественной истории Флориды
Музей естественной истории Флориды (англ. Florida Museum of Natural History, сокр. FLMNH) — природно-исторический музей США, находящийся в городе Гейнсвилл, штат Флорида. Основные объекты музея находятся на территории кампуса Флоридского университета.

## История
Миссия Флоридского музея определена законом штата Флорида Florida Statute § 1004.56. За более чем сто лет своего существования, музей разместился в нескольких зданиях университетского кампуса и одного исследовательского центра за его пределами.
В числе его сооружений:
- Dickinson Hall — открыт в 1971 году; в настоящее время в его коллекциях хранится более 25 миллионов экспонатов, включающих ихтиологию, палеонтологию, ботанику, палеоботанику и палинологию, герпетологию, малакологию, маммологию и орнитологию. Здесь же находится современная лаборатория молекулярной систематики и эволюционной генетики.[2]
- Powell Hall — был построен в 1995 году; предназначен для выставок и проведения общественных программ.
- Randell Research Center — этот исследовательский центр и образовательная программа являются продолжением музейного проекта «Юго-западная Флорида».
- McGuire Center for Lepidoptera and Biodiversity — был основан в 2000 году и открыт в 2004 году; здесь собрана коллекция из более чем 10 миллионов экземпляров бабочек и мотыльков, что делает её одной из крупнейших коллекций чешуекрылых в мире, конкурирующей с коллекцией Музея естественной истории в Лондоне; в коллекции также представлены и вымершие виды. Центр как исследовательские, так и общественные образовательные функции.

Экспонаты Флоридского музея естественной истории представлены на следующих выставках и пространствах:
- Тропический лес бабочек.
- Окаменелости Флориды: эволюция жизни и земли.
- Люди и окружающая среда Южной Флориды.
- Северо-запад Флориды: водные пути и дикая природа.
- Сад полевых цветов и бабочек.
- Галерея Changing Gallery.

Программа экологической археологии (Environmental Archaeology Program) музея Флориды, основанная в начале 1960-х годов (как коллекция зооархеологии) включают археологические животные, растения и почвенные материалы, которые представляют 14000 лет взаимоотношений человека и окружающей среды в ранней Карибской Америке. Данная коллекция богато представлена зоологическими образцами археологии. Исследователи этой программы занимаются вопросами взаимосвязи деятельности человека от условий окружающей среды во время эволюции человека.